# Molophilus (Molophilus) curvistylus
Molophilus (Molophilus) curvistylus is een tweevleugelige uit de familie steltmuggen (Limoniidae). De soort komt voor in het Australaziatisch gebied.